# Yucca brevifolia
Yucca brevifolia Engelm., 1871 è una pianta appartenente alla famiglia delle Asparagaceae.
È nota negli Stati Uniti come Joshua tree (in italiano albero di Giosuè) o yucca palm o ancora yucca tree e in lingua spagnola izote de desierto. Questa pianta, generalmente a portamento arboreo, appartiene alle Monocotiledoni ed è nativa del sud-ovest del Nord America negli stati della California, Arizona, Utah e Nevada. Essa prospera nelle praterie aperte della Queen Valley e della Lost Horse Valley, all'interno del Parco nazionale del Joshua Tree.

## Etimologia
Il nome comune Joshua tree fu dato da un gruppo di coloni mormoni che attraversarono il deserto del Mojave nella metà del XIX secolo. La particolare forma dell'albero ricordava loro un passo della Bibbia nella quale Mosè alzava le braccia al cielo per pregare e solo quando le sue braccia erano alte Giosuè e il suo esercito vincevano (Esodo 17,8-16). Gli allevatori e i minatori che erano insieme ai mormoni ottennero benefici dalla Y. brevifolia, usandone i tronchi e i rami come riparo e come combustibile per i veicoli a vapore. La prima descrizione formale nella letteratura botanica come Yucca brevifolia fu fatta nel 1871 da George Engelmann, all'interno del suo Geological Exploration of the Fortieth Parallel (Esplorazione geologica del 40º parallelo).

## Descrizione

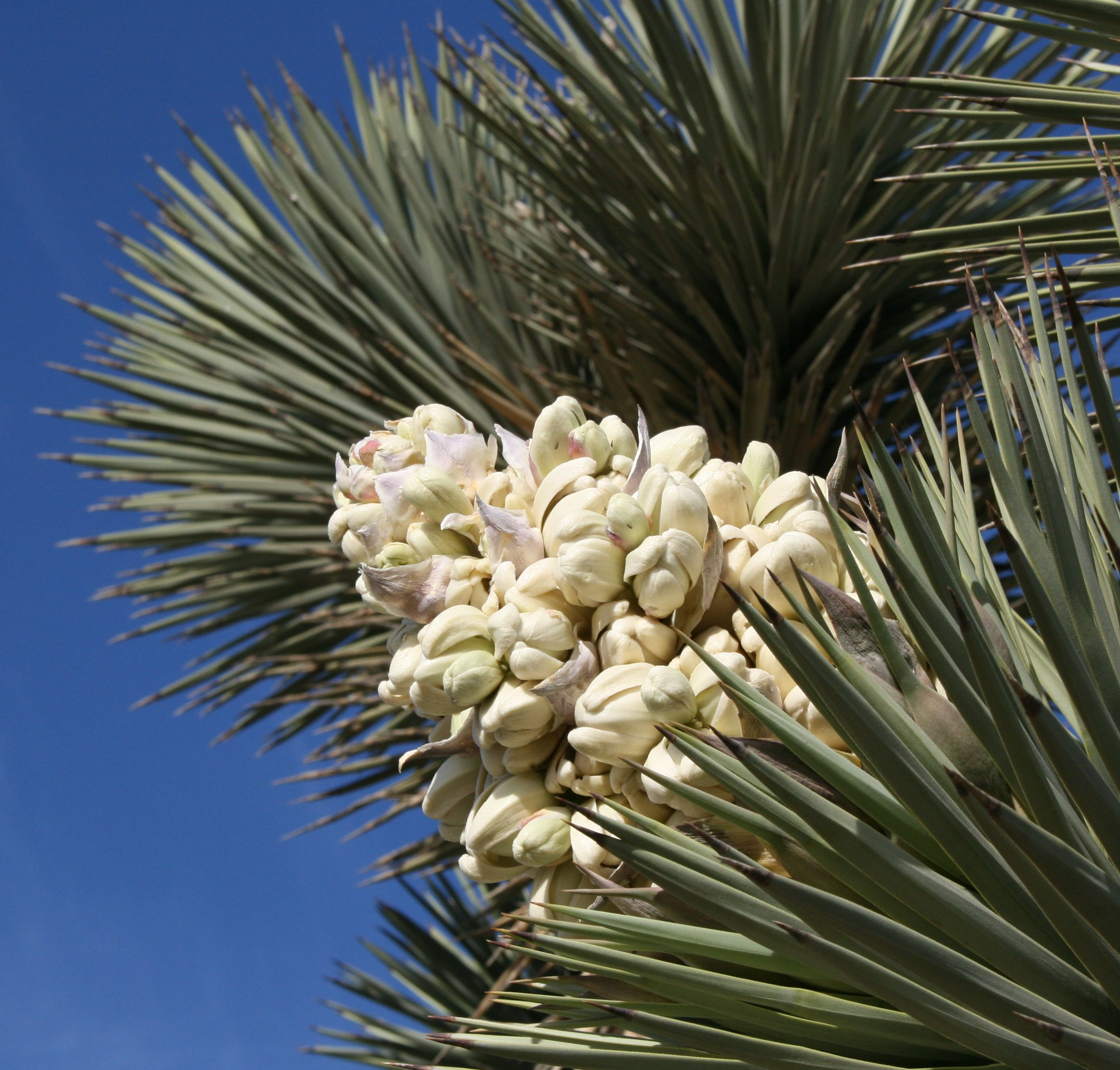
Gluma

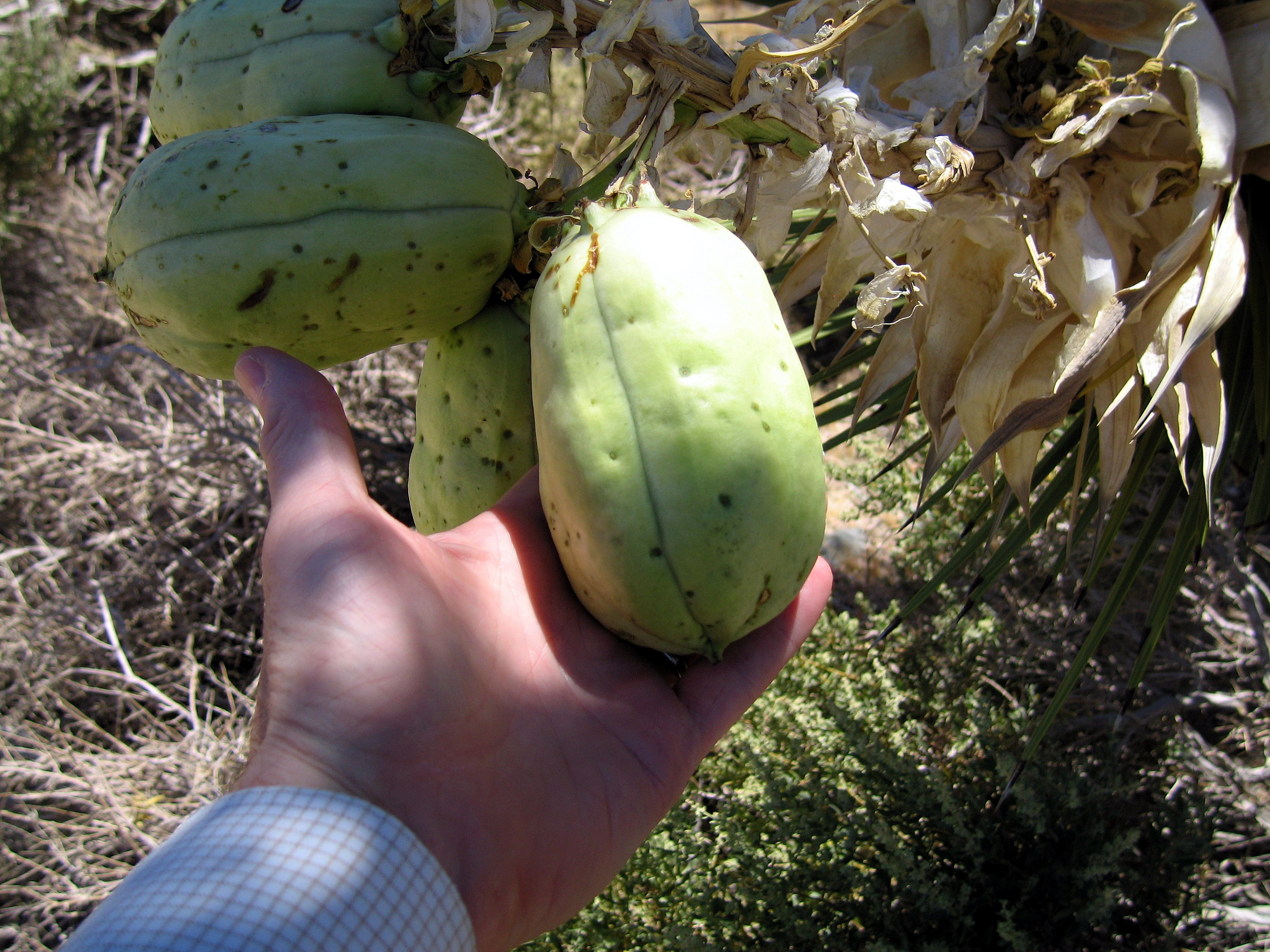
Frutto

L'albero più grande raggiunge i 15 m di altezza. Le nuove piante in genere nascono dai semi, ma in alcune popolazioni, nuovi fusti nascono dal rizoma radicale che si trova sotto l'albero.
Le foglie sono di colore verde scuro, lineari, di forma allungata, lunghe dai 15 ai 35 cm e larghe dai 7 ai 15 mm alla base, e si assottiglia verso la punta; nascono in dense spirali alle estremità dei rami. Il contorno delle foglie è bianco e liscio.
La fioritura avviene in primavera, da febbraio ad aprile, in glume alte 30–55 cm e ampie 30–38 cm. Il singolo fiore è alto 4–7 cm, con sei tepali dal bianco crema al verde. I tepali sono lanceolati e sono fusi nel mezzo. I pistilli sono alti 3 cm e la cavità delle stigme è circondata dai lobi. Il frutto che produce è verde-marrone, ellittico e contiene molti semi di forma piatta. La Y. brevifolia in genere non ramifica durante la fioritura (anche perché se si verificasse sarebbe distrutta dalle falene), inoltre la fioritura non è annuale. Come molte piante del deserto, la fioritura dipende dalle piogge. Inoltre hanno bisogno delle gelate invernali.

## Biologia
Gli esemplari di Y. brevifolia crescono velocemente per essere piante da deserto; i nuovi semi possono crescere in media 7,6 cm all'anno per i primi 10 anni, quindi passare ad una crescita di 3,8 cm all'anno. Il tronco è fatto di centinaia di piccole fibre e la mancanza dei cerchi di crescita rende difficile determinare l'età dell'albero. Questo albero ha un sistema di alti e grossi rami, e anche le radici "profonde ed estese", con le radici che raggiungono anche gli 11 m di lunghezza. Se sopravvive al clima desertico può vivere centinaia di anni, con alcune sottospecie che sopravvivono anche più di mille anni.
Una volta fioriti, gli alberi sono impollinati dalla falena delle yucche, che diffonde il polline mentre depone le sue uova all'interno del fiore. Le larve della falena si nutrono dei semi all'interno del fiore, ma la pianta ne produce a sufficienza per far nascere anche nuovi alberi. La Y. brevifolia è anche in grado di uccidere i fiori in cui sono state depositate troppe uova.

## Distribuzione  e habitat

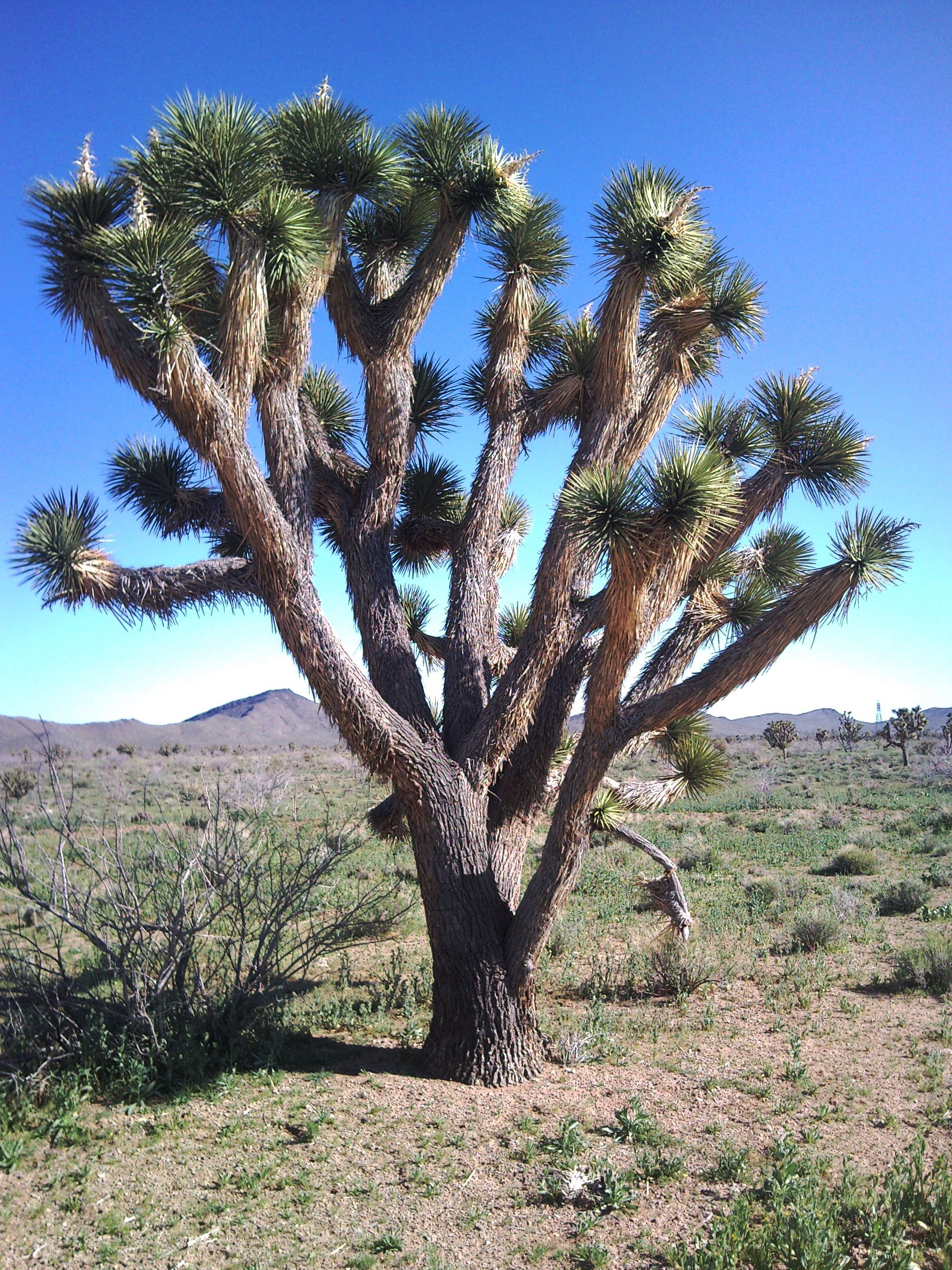
Y. brevifolia in Arizona

Yucca brevifolia è endemica del sud-ovest degli Stati Uniti, con popolazioni nell'ovest dell'Arizona, nel sud-est della California, nel sud del Nevada e nel sud-ovest dello Utah. Questo raggio coincide con l'estensione del deserto del Mojave, che è considerato uno dei maggiori indicatori di specie per il deserto. Si estende ad altitudini che variano tra i 400 e i 1.800 m.

## Etnobotanica
La tribù nativa americana dei Cahuilla, nel sud-ovest degli Stati Uniti, considerava questa pianta come una risorsa preziosa e la chiamava hunuvat chiy'a o humwichawa. I loro antenati usavano le foglie della Y. brevifolia per intrecciare sandali e cesti in aggiunta alla raccolta dei semi e dei boccioli come nutrimento.
Le radici dell'albero contengono saponine.

## Conservazione
La Lista rossa IUCN classifica Yucca brevifolia come specie a rischio minimo (Least Concern).
Ci sono alcuni problemi nella preservazione della Y. brevifolia all'interno del Parco nazionale del Joshua Tree, a causa dei cambiamenti climatici in atto nel pianeta, che danneggerebbe e trasformarebbe profondamente l'ecosistema del parco. Ci sono anche preoccupazioni sulla naturale capacità dell'albero di "migrare" verso climi più favorevoli, questo a causa dell'estinzione di un tipo di bradipo (Nothrotheriops shastensis) avvenuta circa 13.000 anni fa: infatti, negli escrementi di questi antenati dei bradipi sono stati trovati resti di foglie, frutta e semi della Y. brevifolia, che hanno suggerito lo svolgimento di un ruolo chiave per la diffusione degli alberi attraverso la diffusione dei semi ingeriti.

## Coltivazione
Sono coltivate diverse varietà delle differenti specie di Yucca, inclusi gli esemplari più piccoli provenienti dalla parte est della zona di origine di questa pianta. Questi esemplari più piccoli crescono fino a 2,5 metri di altezza, con rami di circa un metro.

## Uso nei media
La foto di una pianta di Yucca brevifolia è stata utilizzata per la copertina dell'album The Joshua Tree degli U2 uscito nel 1987.